# Mississippi State Sovereignty Commission
La Mississippi State Sovereignty Commission (en français : Commission pour la souveraineté de l'État du Mississippi) est une agence de l'État dirigée par le gouverneur du Mississippi entre 1956 et 1977 afin de lutter contre le mouvement des droits civiques et pour maintenir la ségrégation. Elle est initialement créée pour coordonner les activités de relations publiques de l'État et présenter les lois sur la ségrégation raciale qui y sont en vigueur sous un jour plus favorable,,,.

## Description

### Objectifs
Le but de la commission est de « protéger la souveraineté du Mississippi et de ses États frères » contre « l'empiétement du gouvernement fédéral » en matière de droits civiques et de ségrégation.

### Composition
La commission est composée de douze membres nommés, dont trois membres de la Chambre des représentants et deux sénateurs, chacun nommé par le président de la chambre dont ils sont membres, ainsi que d'autres nommés par le gouverneur à raison de trois par district de Cour suprême,.
Le président de la Chambre des représentants de l'État, le procureur général d'État, le lieutenant-gouverneur et le gouverneur en sont également membres ex officio, ce dernier en étant également le président, bien qu'un directeur exécutif soit nommé pour les opérations courantes,.
Elle dispose aussi d'une chancellerie pour ses tâches administratives, d'agents à elle et d'un réseau d'espions et d'indicateurs, rémunérés ou non. En plus de tout ceci, cette commission pouvait payer les services d'agences de détectives. Il a été envisagé de lui affecter les services d'avocats pour défendre la ségrégation devant les tribunaux fédéraux mais cette proposition fut refusée.
Son budget annuel initial est de 250 000 US$.

### Pouvoirs
Cette commission a le droit de convoquer des témoins, bien que cette disposition ne semble pas avoir été utilisée.

### Méthodes

#### Propagande
Pour accomplir sa mission, la Commission utilise diverses méthodes telles que la propagande : production de films tels que Message from Mississippi, tournées de conférences, notamment par le Speakers Bureau, ou bien pamphlets défendant la ségrégation; cet ensemble de document fut surnommé une "Bible." Des visites organisées de journalistes du Nord dans des villages Potemkine furent organisées, afin de "démontrer" que la ségrégation était une réussite que Blancs et Noirs souhaitaient voir maintenir. Les résultats de ces tours étaient mitigés : si certains participants à une tournée de vingt rédacteurs de Nouvelle-Angleterre en 1956 se mirent à dire qu'il n'y aurait jamais d'intégration au Mississippi, d'autres écrivirent que la ségrégation ne durerait pas, et certains journalistes au Mississippi critiquèrent ces programmes comme étant inutilement dispendieux.
L'unité de propagande est initialement dirigée par Hal DeClerk, éditeur du journal Pilot de la ville de Rolling Fork et ancien chargé de la publicité durant la campagne électorale de Coleman,. La Commission considère, comme la majeure partie de l'establishment sudiste, le mouvement des droits civiques comme étant sous contrôle communiste, un point qui entre en compte dans leur propagande.
Des indicateurs noirs sont également chargés de la propagande à l'intérieur de leurs communautés ou bien en direction du public nordiste, que ce soit dans leurs journaux, comme dans le cas de Percy Greene ou de J. W. Jones, ou au cours de conférences,.
La propagande et les relations publiques occupèrent une place relativement importante: ce n'est qu'en l'année fiscale 1963-1964 que la part du budget consacré à l'investigation dépassa celle pour la communication.

#### Surveillance
La récolte d'informations était aussi une des méthodes utilisées par la Commission: en plus de ses propres agents entreprenant des investigations, elle disposait d'un "pipeline" composé de divers notables tels que shériffs, députés, ministres du culte, hommes d'affaires ou avocats; l'un des indicateurs les plus notables fut le sénateur James Eastland, qui dressa une liste d'opposants à la ségrégations locaux tels que A. D. Beittel, président du Tougaloo College. Elle réussit également et plus difficilement à infiltrer les milieux noirs, retournant certains leaders trouvant que la jeune génération manquait de modération, ou tout simplement poussés par des besoins d'argent et voulant toucher une prime comprise entre 10 US$ et 500 US$.
Il arrivait que certains réussirent à obtenir des fonds de la Commission pour des prestations non rendues.
Grâce à ces méthodes, la Commission avait récolté des informations sur plus de 87 000 personnes physiques et morales, contenues dans 134 000 pages. Des institutions telles que la NAACP ou bien le Tougaloo College (en) furent également mises sous surveillance.
L’espionnage toucha aussi certaines célébrités telles qu'Elvis Presley et les Rolling Stones,.
Les agents de la commission disposaient de moyens matériels réduits pour leurs opérations: si quatre émetteurs-récepteurs radio Motorola pour voitures furent achetés sous Ross Barnett, deux furent revendus à la police d'état en 1963 dans un état neuf, n'ayant jamais servi, et deux autres furent revendus l'année suivante après avoir été placées dans les véhicules personnels de deux agents, qui ne les ont jamais utilisés. Des demandes de mouchards ou même d'appareils photographes faites par l'agent Hopkins restèrent infructueuses. Enfin, les agents ne reçurent pas d'armes et avaient l'interdiction d'avoir leurs armes personnelles dans les bureaux de la Commission. Tout ceci concourut à ce que la majeure partie de la surveillance fut déléguée à des agences privées,.

#### Répression
La répression prenait plusieurs formes, telles que l'intimidation, les séquestrations et la manipulation de jurys. Par exemple, Clyde Kennard fut victime d'un coup monté dont la Commission avait été l'auteure ou du moins avait été consciente du fait après coup, qui entraîna son arrestation pour contrebande d'alcool et sa condamnation à sept ans de prison pour vol de nourriture pour volailles,,,. Bien que l'usage de la violence, voire l'homicide volontaire ait été plusieurs fois envisagé et discuté par certains agents, par exemple dans le cas de Clyde Kennard, il n'y a pas de preuve que ces projets aient réellement été mis à exécution.
Elle envoyait également des documents aux forces de l'ordre du Mississippi afin de les aider à combattre le mouvement des droits civiques.
Certains auteurs et journalistes tels que Hazel Brannon Smith (en) se montrèrent critiques par rapport à cet organisme, le comparant à une Gestapo,,,,.

## Histoire

### Création
Sa création avait été décidée par le corps législatif du Mississippi en 1956 en réaction à l'arrêt de la Cour suprême des États-Unis dans l'affaire Brown v. Board of Education, par laquelle la Cour déclare la ségrégation raciale inconstitutionnelle dans les écoles publiques.
Le 20 mars 1956, le président de la chambre basse Walter Sillers soumit une proposition de loi portant création de cet organisme. Le vote eut lieu le lendemain et vit l'opposition, menée par deux députés, contre cet organisme qu'ils voyaient comme liberticide et lié aux Conseils de citoyens, aboutissant à un vote de 91 pour, 23 contre et 26 abstentions. Il y eut moins d'opposition au Sénat, où cette proposition fut votée à l'unanimité des 48 sénateurs,.
Le 29 mars 1956, le gouverneur Coleman, partageant les craintes des deux députés s'étant opposés à la création de la Commission mais voulant tout de même préserver la ségrégation, créa cet organisme, qui reçut ses premiers dirigeants à la mi-avril. Une semaine après sa création, cet organisme reçut 250 000 US$ pour les deux prochaines années,.

### Apogée

#### Relations publiques sous James Coleman

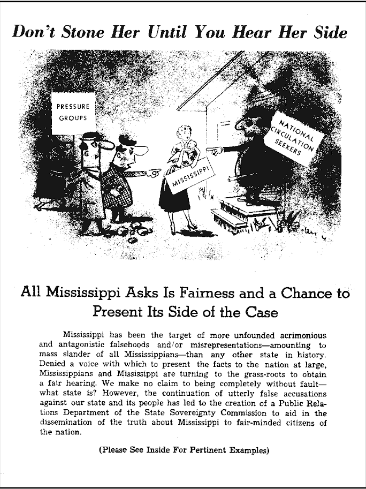
Couverture du premier prospectus publié par la Commission, "Don't Stone Her until You Hear Her Side" (1956), décrivant l'état du Mississippi comme une femme attaquée par des opposants à la ségrégation.

Le gouverneur James Coleman voulait donner du Mississippi l'image d'un territoire où les relations raciales étaient positives et concentra l'attention de la Commission sur des tâches de relations publiques; elle reçut l'interdiction de transférer des fonds à des organisations ségrégationnistes telles que les Citizens' Councils; par exemple, un voyage du juge Thomas Pickens Brady (en), un ségrégationniste radical inspirateur de ces conseils, pour une conférence en Californie ne reçut aucun financement public.
Cette apparente modération fut l'objet de critiques de ségrégationnistes plus radicaux, qui la surnommèrent la State Surrender Commission ("Commission pour la capitulation de l'état") et appelèrent à la dissoudre comme inutile, notamment lorsqu'un hôpital du Département des Anciens combattants des États-Unis fut construit sur une base non-ségréguée.
La découverte du fait que le pasteur Henry Harrison Humes, très influant dans la communauté noire de l'état comme le président de la plus importante communauté baptiste du Mississippi, la Baptist State Convention, et le journaliste Percy Greene aient été des informateurs de la Commission fut une grande atteinte à leur crédibilité en tant que notables dans la communauté noire. La commission est d'ailleurs, quelques jours après la mort de Humes, allée récupérer à son domicile les preuves de ses agissements,,.

#### Répression sous Ross Barnett
Ross Barnett, qui fut élu en 1959 sur une plate-forme radicalement ségrégationniste, réorienta la Commission sur l'investigation des militants des droits civiques, ou "agitateurs raciaux", mettant sous surveillance tous ceux soupçonnés d'opinions libérales sur le sujet des droits civiques, et nomma des hommes à lui dans cette commission, ainsi que des agents recrutés parmi les anciens agents du FBI ou de la police d'état opposés à l'intégration.
Des fonds à hauteur de plus de 190 000 US$ furent également transférés aux Conseils de citoyens ségrégationnistes durant le mandat de Barnett, qui en était membre,,,. L'agence apporta son aide aux autorités locales confrontées à des militants des droits civiques et des pressions et procédures fédérales, par exemple lors des promenades de Biloxi.
A l’occasion des émeutes de Ole Miss, la Commission publia des rapports et finança un film, Oxford, U.S.A., pour présenter sa version des faits; la distribution de ces documents fut financée en rognant sur le budget du Speakers Bureau,. Deux agents avaient été auparavant envoyés au comté d'Attala à la recherche d'informations embarrassantes pour la réputation de James Meredith mais étaient revenus bredouilles.
La Commission s'occupait aussi de sujets non-politiques liés à la ségrégation et qu'elle considérait comme indicatifs de faillite morale, tels que les cas de métissage: en 1963, des agents allèrent au comté de Yalobusha voir une femme que sa sœur par alliance avait dénoncé comme vivant en couple avec un Noir et ayant eu une fille avec lui, accusation que ces agents trouvèrent justifiée au vu du phénotype de l'enfant. Un autre cas, plus complexe, concernait, en 1964, Edgar Williamson, 9 ans, et Randy Williamson, 8 ans, descendants de l'unioniste Newton Knight et de sa compagne Rachel, une esclave, qui, bien qu'étant légalement, au yeux de la loi du Mississippi, de race blanche, s'étaient vu refuser leur inscription dans les écoles blanches du comté de Jasper, le conseil scolaire, craignant des réactions de la population, les considérant comme étant noirs, ainsi que le reste de la population blanche du comté; on craignait la mauvaise publicité causée par ce cas, et l'inscription dans les écoles noires n'était ni voulue ni prévue car cela aurait constitué la première intégration raciale d'une école au Mississippi, ce que la commission avait été créée pour éviter. Ils n'entreront finalement en classe de CP qu'en 1965,.

### Après la signature duCivil Rights Act of 1964
Le passage des lois de Civil Rights Act de 1964 et du Voting Rights Act de 1965 n’empêchèrent nullement la Commission de continuer de fonctionner.

#### Modération apparente sous Paul Johnson

##### Fonctionnement et actions
Paul B. Johnson, Jr., gouverneur de 1963 à 1967, réduisit le budget de la Commission à 200,000 US$ en 1966 après un débat sur la suppression de cet organisme et ne nomma de nouveaux membres à la Commission que deux ans après son intronisation en 1963, afin de remplir la condition que la législature avait posé pour activer le financement de l'agence, pour un meeting le 8 aout 1966, auquel il n'assista pas; durant ce meeting, les membres approuvèrent un nouvel ordre de mission de surveillance des "subversifs", de relations publiques ainsi que de conseil aux collectivités confrontés à des ordres fédéraux de déségrégation,. Sous Johnson furent cessés tout payement aux Citizens' Councils.
Afin de tenter de changer son image, un changement de nom fut proposé par un député, les propositions étant Mississippi Information Agency ou Mississippi Public Relations Commission,.
Pour empêcher le passage du Civil Rights Act de 1964, la Commission paya des lobbyistes à Washington ainsi qu'une campagne de communication au sein du Comité de coordination pour les libertés américaines fondamentales, ou Coordinating Committee for Fundamental American Freedoms, accusant cette loi de mener au licenciement d'employés blancs pour les remplacer par des noirs, de ruiner le budget national et de mener au socialisme,,,. Elle reçut pour cela une rallonge budgétaire de 50 000 US$.
Dans la réalité, les actions entreprises sous Barnett continuèrent et l'agence recommanda des tactiques pour contourner le Civil Rights Act; cependant, afin d'améliorer l'image de Johnson auprès des communautés afro-américaines de l’état, la Commission mit en place le Mississippi Negro Citizenship Association, dirigé par Percy Greene, pour faire concurrence au COFO sur le terrain des inscriptions électorales, essaya de supprimer les preuves de l'implication de l'agence dans l'aide qu'elle a apporté à la privation des Noirs de leur droit de vote, et se mit à tenter de réduire les tensions raciales dans l’État.
La Commission fut également impliquée dans la défense de Byron De La Beckwith, assassin de Medgar Evers, à la demande de son avocat Stanney Sanders, l'agent Hopkins, d'abord dubitatif par rapport à l’éthique, pour un service d’État, d'aider la défense contre une poursuite par le ministère public, l'aidant à sélectionner les jurés qui pourraient l'acquitter en faisant récuser les juifs et les libéraux,,,,,,.
Au cours du Freedom Summer, la Commission réussit à faire infiltrer, par l'"agent X", détective privé afro-américain pour le compte de la Day Detective Agency à Jackson, le COFO, et obtint des renseignements tels que les actions prévues pour cet été et des dossiers de candidatures soumis par des étudiants intéresses à participer à l'action. D'autres indicateurs de Day Detectives infiltrèrent même le centre de formation au Western College for Women,. En réponse à cela, la Commission dépêcha des agents tels que Tom Scarborough aux shérifs de chacun des 82 comtés du Mississippi ainsi qu'aux agents auxiliaires que ces shériffs avaient recrutés pour l'été, pour les conseiller sur la manière de réprimer les militants, décrits au comté de Lafayette comme étant des "communistes, pervers sexuels, tarés [et] bonnes âmes" par Scarborough. Pour cela, on leur donnait notamment des cours sur les dix-neuf lois qui pouvaient être utilisées pour les détenir, telles celles que sur le syndicalisme criminel. 
Craignant les troubles que certains ségrégationnistes extrémistes pourraient causer, et l'impact sur l'image de l'état, certaines organisations telles que celles des Américains pour la préservation de la race blanche (Americans for the Preservation of the White Race, APWR) ou des revues telles que la Southern Review furent mises sous surveillance,,,,. L'agent Hopkins enquêta, au cours de l'été de la liberté, sur la concurrence que se livraient les différentes factions du Ku Klux Klan pour recruter des membres; face à cela, les Klansmen surnommèrent les agents les "nègres de Paul Johnson" (Paul Johnson's niggers).

##### Implication dans les meurtres du comté de Neshoba
Sous le gouverneur Johnson, l'agence fut impliquée dans l'affaire des meurtres de la Freedom Summer d'abord par l'envoi à la police de Meridian du numéro de la plaque minéralogique de James Chaney puis par l'un de ses agents, Andy L. Hopkins, qui menait son enquête sur les meurtres tout en se plaignant d’être laissé dans le noir par le FBI,. La Commission avait préalablement envoyé un agent infiltré, l'"Agent Y", au sein du Council of Federated Organizations et récupéré des dossiers de volontaires pour le Freedom Summer, et un autre agent avait espionné Michael Schwerner et son épouse Rita,.

#### Renforcement sous John Bell Williams
John Bell Williams, gouverneur de 1967 à 1971, se montra plus attentif à la Commission, autorisant de nouvelles réunions et y assistant.
Son rôle fut exclusivement orienté sur la collecte d'informations, Williams nommant comme directeur exécutif W. Webb Burke, nommé en remplacement de son prédécesseur Erle Johnston parti à la retraite et qui se plaignait que la Commission n'effectuait plus aucun travail utile, qui déclara dans une interview au Times Picayune que la Commission pouvait être comparée au FBI, dont il était un ancien agent, ou au House Un-American Activities Committee,,.
En revanche, il n'y eut plus aucune implication dans les relations publiques: il n'y eut plus de directeur aux relations publiques ni même, à partir de 1968, de ligne budgétaire dédiée; l'une des nombreuses conséquences fut que la revue de J. W. Jones cessa de recevoir des subventions de la Commission.
Le 4 mai 1968, les Commissions de la souveraineté de l'Alabama, de Louisiane et du Mississippi formèrent l'Interstate Sovereignty Association, pour coordonner leurs efforts contre l'intégration et les activités jugées subversives (distribution de pornographie, communisme, drogue). Au total trois réunions furent tenues.
L'agence élargit son cercle d'activités aux troubles sur les campus, aux activités pacifistes contre la guerre du Viêt Nam, aux groupes du Black Power ainsi qu'à la vente de drogue sur ces sites,.
En 1971, la Commission réussit à empêcher le festival de rock A Celebration of Life, au comté de Lamar, d'avoir lieu.

### La fin
Au cours des années 1970, les membres ex officio "séchaient" régulièrement les réunions et il fut plusieurs fois proposé d'éliminer son budget.
En 1972, William Waller fut élu gouverneur au terme d'une campagne exempte de la démagogie ségrégationniste habituelle au Mississippi, et montra moins d’intérêt que Williams à l'agence et bien qu'il nomma de nouveaux membres, il ne vint pas aux réunions,,.
En 1973, il mit son véto au financement de la Commission, déclarant qu'elle ne servait « aucun service indispensable à la population de cet État. » Le 22 juin 1973, la dernière réunion fut consacrée au destin des archives, qu'il fut décidé de transférer, sous scellés, au secrétaire d’État, le procureur général pensant avec d'autres membres que la Commission pourrait fonctionner à nouveau dans le futur et la qualifiant lui-même d'outil essentiel pour la protection de la souveraineté du Mississippi contre des agitateurs ; huit jours après, bien que de futures réunions furent prévues, la Commission tomba dans les limbes,,.

### Dissolution définitive
En janvier 1977, la législature vota la suppression définitive de la Commission, que le gouverneur Cliff Finch confirma le 4 mars 1977,,.
Après un débat par moments enflammé, il fut décidé de placer les archives sous scellés jusqu'au 1er juillet 2027. Certains députés avaient proposé de les détruire.

## Destin des archives
Dès 1977, un mois après que la proposition de loi sur la suppression de l'agence fut votée, d'anciens militants des droits civiques ainsi que l'Union américaine pour les libertés civiles lancèrent des procédures devant les tribunaux fédéraux pour accéder à leurs fichiers,,.
Ces procédures aboutirent le 13 janvier 1998 lorsque le juge William H. Barbour, Jr. ordonna l'ouverture de la majeure partie des archives au public, décision mise en application le 17 mars 1998,,,.
Après que furent traités les problèmes de confidentialité et de respect de la vie privée, l’accès complet aux archives fut accordé le 18 janvier 2001, et la mise en ligne l'année suivante,.
Depuis 1957, les fichiers de la Commission étaient répartis en 13 catégories.

## Équivalents dans d'autres États
D'autres États fédérés du Sud se dotèrent d'organismes chargés de maintenir et de défendre la ségrégation, réunis dans un Comité de coordination (Coordinating Committee) dans lequel le Mississippi s'est montré le plus actif financièrement et en termes d'actions.

### Alabama
Durant la fin de l'été 1963, George Wallace créa la Commission pour la souveraineté de l'État de l'Alabama (Alabama State Sovereignty Commission), à côté de la Commission de l'Alabama pour la défense de la paix publique (Alabama Peace Commission), commission législative composée de cinq législateurs, et d'autres organisations constituant ce que The Birmingham News a décrit comme « un réseau d'espionnage politique » et le New York Times compara à une « Gestapo de seconde division » (minor league Gestapo). Elle disposait de fichiers sur « tous les intégrationnistes et subversifs notoires » favorables aux droits civiques ainsi que sur les fonctionnaires fédéraux en poste en Alabama et allait également expliquer aux responsables cantonaux comment empêcher les Noirs de voter,,,,,,,,.
Ils firent un film, State of Alabama, au sujet des marches de Selma à Montgomery,,,.
La Commission pour la souveraineté de l'Alabama se vit refuser un budget en 1973 et deux ans plus tard, en 1975, ce fut le tour de la Commission de l'Alabama pour la défense de la paix publique, qui cette année avait encore un budget annuel de 58 000 US$,. 
En 1975, à la suite d'une plainte de l'ACLU souhaitant accéder aux fichiers de la Commission de défense de la paix publique, la plus grande partie des archives fut brulée; le reste fut publié en 1978. 

### Arkansas
En février 1957, la Commission pour la souveraineté de l'État de l'Arkansas (Arkansas State Sovereignty Commission) fut créée, mais ne s'est réunie que deux fois. Orval Faubus avait montré peu d'enthousiasme à sa création et Winthrop Rockefeller, futur gouverneur de l'Arkansas, critiqua sa fondation, la comparant à la Gestapo,,,.
En septembre 1959, la Cour suprême de l'Arkansas décida qu'elle ne pouvait ni saisir sans compensation des dossiers privés, cela étant une violation du droit de propriété, ni comporter de membres de la législature, mais valida le reste de la loi créant cet organisme.

### Floride
Une Commission constitutionnelle de Floride (Florida Constitutional Commission) fut établie.

### Louisiane
À partir de juin 1960, la Louisiane s'est dotée de la Louisiana State Sovereignty Commission (Commission pour la souveraineté de l'État de Louisiane), qui sera supprimée en juin 1969. Elle envoya notamment une protestation solennelle aux quarante-neuf autres gouverneurs lors de la déségrégation des écoles de La Nouvelle-Orléans,,.
Cette organisation fut notamment utilisée par le gouverneur John McKeithen pour envoyer des fonds au Ku Klux Klan en échange d'une baisse des tensions raciales à Bogalusa,.
La quasi-totalité des archives fut détruite.

### Virginie
À la suite de l’arrêt Brown v. Board of Education, la Virginie s'est dotée en 1956 d'une Commission de la Virginie sur le gouvernement constitutionnel (Virginia Commission on Constitutional Government). Elle fut supprimée en 1967.